# Marva (Baranjska županija, Mađarska)
Marva (mađ. Márfa) je selo u južnoj Mađarskoj.
Zauzima površinu od 4,09 km četvornih.

## Zemljopisni položaj
Nalazi se u Baranji, na 45° 51' 36" sjeverne zemljopisne širine i 18° 11' 7" istočne zemljopisne dužine, na južnim obroncima Viljanske planine, 7 km sjeverno od Drave i granice s Republikom Hrvatskom. Najbliže naselje u RH je Donji Miholjac, 10 km južno-jugozapadno.
Rádfalva je 3 km zapadno, Visov je 1 km sjeverozapadno, Szava je 3 km sjeverno, Crnota je 3,5 km sjeveroistočno, Teriđ je 1,5 km, a Harkanj je 2 km istočno, Pačva je 2 km jugoistočno, Kovačida je 2 km južno, a Sredalj je 2 km jugozapadno.

## Upravna organizacija
Upravno pripada Šikloškoj mikroregiji u Baranjskoj županiji. Poštanski broj je 7817.

## Povijest
Povijesni izvori prvi put spominju ovo selo 1332. pod imenom Markfalwa. Tijekom 15. stoljeća selo se javlja u dokumentima u obliku Márkfalva.
Turska osvajanja nisu zaobišla ni ovo selo, pa je i ono palo pod tursku vlast. Oslobodio ga je grof Ivan Drašković, čijim je posjedom postalo nakon oslobođenja od Turaka.
1698. je pripalo generalu Caprari Aeneasu, a kasnije obitelji Benyovszky.

## Promet
2 km južno i 2,5 km istočno od Marve prolazi željeznička prometnica Barča – Viljan. Najbliža željeznička postaja je u Kovačidi. 
2,5 km istočno prolazi državna cestovna prometnica br. 58, a 2 km istočno je harkanjska zaobilaznica.

## Stanovništvo
Marva ima 225 stanovnika (2001.). Mađari su većina. Nijemaca je 1,7%. Kalvinista je preko 43%, rimokatolika je 36,5%, 1,2% grkokatolika, bez vjere 12% te ostalih.

## Vanjske poveznice
- Marva na fallingrain.com